# Milunka Lazarević
Milunka Lazarević (1 de desembre de 1932 – 15 de desembre de 2018) fou una jugadora d'escacs i periodista sèrbia, que tenia el títol de Gran Mestre Femení des de 1976; durant molts anys, va ser la millor jugadora femenina de Iugoslàvia, i va participar en el cicle del Campionat del món d'escacs femení.

## Biografia i resultats destacats en competició
Nascuda a Šantarovac, Iugoslàvia, Lazarević va aprendre a jugar als escacs de la mà del seu pare als quatre anys d'edat, i aviat va destacar en el joc. En el camí per esdevenir la millor escaquista femenina de Iugoslàvia, va guanyar el campionat femení de Iugoslàvia onze cops entre els anys 1952 i 1982. Durant aquest període va tenir una gran rivalitat esportiva amb la seva compatriota Vera Nedeljkovic, amb les dues obtenint regularment bons resultats tant en competicions domèstiques com internacionals. El seu estil de joc es va desenvolupar fins a arribar a ser excitant i imaginatiu, a despit que això fes que de vegades sobrevalorés la seva posició, en especial contra jugadors més febles. Segons Anne Sunnucks, això li va fer perdre sovint primers llocs.
Entre els seus més notables resultats de començament de la seva carrera hi ha els de quatre torneigs zonals; empatà al tercer lloc a Herceg Novi 1954, al segon lloc a Venècia 1957, al primer lloc a Vrnjacka Banja 1960 i al tercer lloc a Bad Neuenahr 1963. El seu primer lloc fou un empat a la primera plaça al Torneig de Candidates a Sukhumi 1964. Va fracassar, però al play-off contra Alla Kushnir i Tatiana Zatulóvskaia, i va perdre l'oportunitat de reptar Nona Gaprindaixvili pel Campionat del món de 1965.

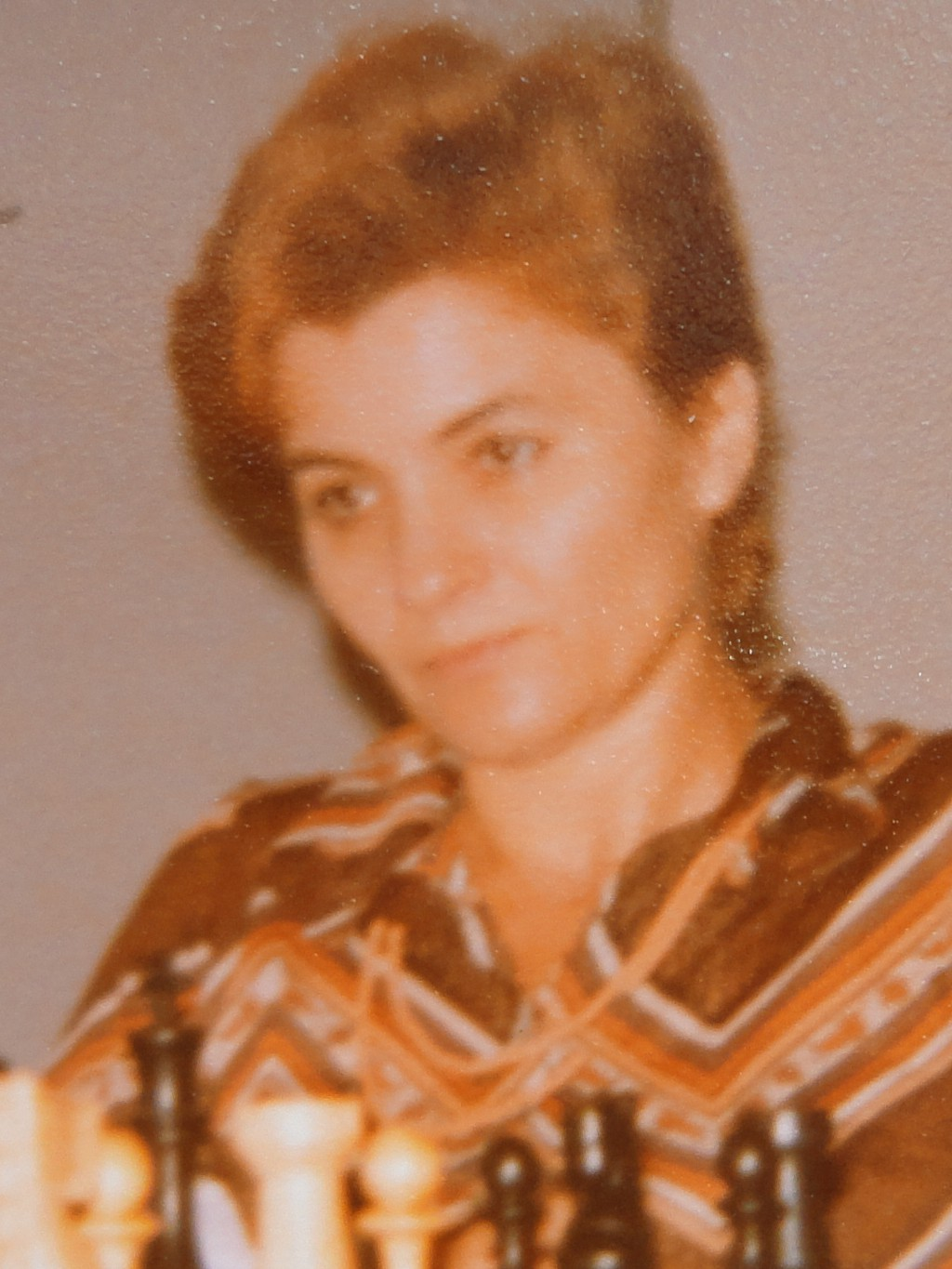
Milunka Lazarević, a Rio de Janeiro el 1979

Altres bons resultats foren un empat al segon lloc a l'Interzonal d'Ohrid 1971 (rere Nana Aleksàndria). Va obtenir també primers llocs, empatat o en solitari, a Wijk aan Zee, Belgrad, Emmen (tots el 1972) i al torneig Zonal de Travnik de 1978. En competicions per equips, va representar Iugoslàvia al primer tauler en diverses Olimpíades d'escacs en el període 1963–84, i hi va guanyar una medalla de plata per equips a Split el 1963.
Lazarević va obtenir els títols de Mestre Internacional Femení el 1954 i el de Gran Mestre Femení el 1976. Addicionalment, va obtenir el títol d'Àrbitre Internacional el 1970.
Descrita per Sunnucks com una atractiva pèl-roja, Lazarević va fer molts anys de periodista, i va escriure articles entre d'altres sobre Garri Kaspàrov i Borís Spasski per a la revista New In Chess. Malgrat que els seus anys de més activitat foren abans dels 1980s, no es va arribar a retirar del joc, i va participar en torneigs fins als anys 2006 i 2008.
Va morir el 15 de desembre de 2018 a 86 anys a Belgrad.

## Partida notable
Milunka Lazarević vs Corry Vreeken, Split 1963:
1.e4 c5 2.Cf3 d6 3.d4 cxd4 4.Cxd4 Cf6 5.Cc3 a6 6.Ag5 e6 7.f4 b5 8.e5 dxe5 9.fxe5 Dc7 10.exf6 De5+ 11.Ae2 Dxg5 12.O-O Ta7 13.Dd3 Td7 14.Ce4 De5 15.c3 Ab7 16.Dg3 Dxg3 17.Cxg3 gxf6 18.Ch5 Ae7 19.Cxf6+ Axf6 20.Txf6 Tg8 21.Tf2 Cc6 22.Cb3 Td5 23.Af3 Tdg5 24.a4 Cd8 25.Axb7 Cxb7 26.axb5 axb5 27.Ta8+ Cd8 28.Td2 Re7 29.Ca5 Td5 30.Txd5 exd5 31.Tb8 Tg5 32.Txb5 Ce6 33.c4 Rd6 34. cxd5 Txd5 35.Cc4+ Rc6 36.Txd5 Rxd5 37.Ce3+ Re4 38.Rf2 Cc5 39.Cd1 Cd3+ 40. Rg3 Ce1 41.Cf2+ Rd4 42.Ch3 Cd3 43.Cg5 Cxb2 44.Cxf7 Cd3 45.Cg5 h5 46.Rh4 Re3 47.g3 Rf2 48.g4 hxg4 49.Rxg4 Re3 50.h4 Cf4 51.Rf5 Ch5 52.Ce6 Rf3 53. Rg5 Cg3 54.Cc5 Rg2 55.Rg4 Rf2 56.Cd3+ Rg2 57.Cf4+ Rf2 58.Ch5 Ce2 59.Cg7 Cg3 60.Cf5 Ce4 61.Rf4 Cf6 62.Rg5 Ch7+ 63.Rg6 Cf8+ 64.Rf7 Cd7 65.h5 Ce5+ 66.Rf6 Cg4+ 67.Rg5 Rf3 68.Ch6 Cf2 69.Cf5 Ch3+ 70.Rf6 Rg4 71.h6 Cg5 72.Rg6 Ce6 73.Ce3+ Rh4 74.Rf6 Cf8 75.Rf7 Rh5 76.Cg4 Ch7 77.Rg7 Cg5 78.Cf6+ Rh4 79.Ce4 Ce6+ 80.Rg8 Cf4 81.h7 Cg6 82.Rg7 Rh5 83.Cf6+ 1-0
Gràcies a aquesta partida, Lazarević va guanyar el premi al millor final a la II Olimpíada femenina, Split 1963.